# Rutilia transfuga
Rutilia transfuga är en tvåvingeart som beskrevs av Mario Bezzi 1928. Rutilia transfuga ingår i släktet Rutilia och familjen parasitflugor.
Artens utbredningsområde är Fiji. Inga underarter finns listade i Catalogue of Life.